# Anemia pulchra
Anemia pulchra är en ormbunkeart som beskrevs av Pohl. Anemia pulchra ingår i släktet Anemia och familjen Anemiaceae. Inga underarter finns listade.